# Ivan Franjić
Ivan Franjić (Melbourne, 10 settembre 1987) è un calciatore australiano, difensore del Melbourne Knights.

## Carriera

### Club
Ha giocato nella massima serie del campionato australiano con il Brisbane Roar.

### Nazionale
Ha esordito in Nazionale nel 2012.

## Palmarès

### Competizioni nazionali
- Premier's Plate: 3

Brisbane Roar: 2010-2011, 2013-2014
Perth Glory: 2018-2019
- Campionato australiano: 3

Brisbane Roar: 2010-2011, 2011-2012, 2013-2014
- FFA Cup: 1

Melbourne City: 2016

### Nazionale
- Coppa d'Asia: 1

2015